# Jiskan
jiskan（じすかん）とは、二つのビットマップフォント「jiskan16」および「jiskan24」の総称である。「jiskan16」は16px、「jiskan24」は24pxのビットマップフォントであり、写研の小山壽久が作ったJIS X 9051/JIS X 9052に含まれるビットマップフォントをそれぞれBDF形式に変換、改変したものである。その頃はフリーなフォントの数が少なかったこともあり、K14と並んで多くの無料アプリケーションに使用された。

## 歴史

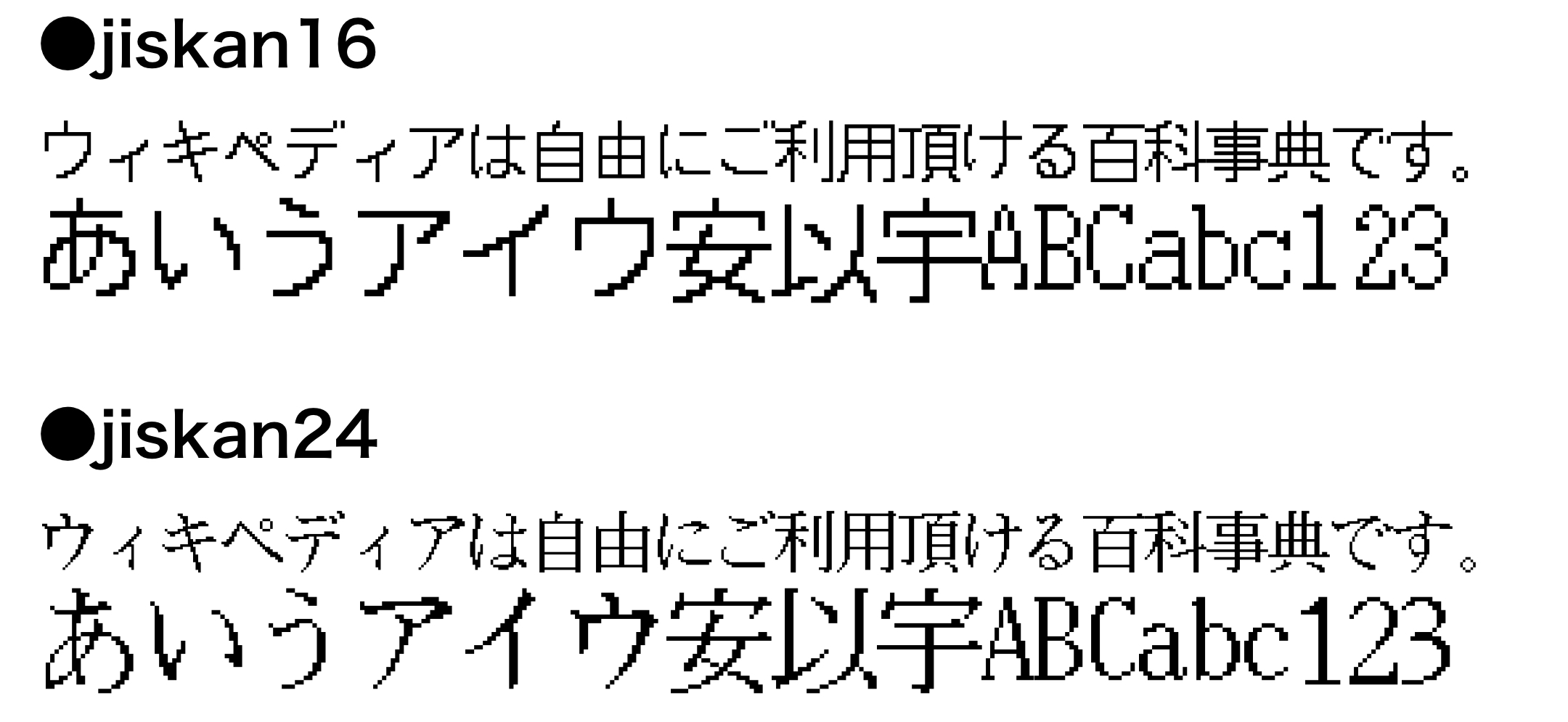
jiskanのサンプル。

- 1983年（昭和58年）9月1日 - 電子情報技術産業協会が原案を作成し写研の小山壽久がフォントを作成したJIS X 9052が制定される。[2]
- 1984年（昭和59年）11月1日 - 電子情報技術産業協会が原案を作成し写研の小山壽久がフォントを作成したJIS X 9051が制定される。[3]
- 安岡孝一がJIS X 9051-1984を基にjiskan16-1978.bdfを作成。[4]
- JIS X 9051-1984を基にjiskan16.bdfが作られる。[5]
- JIS X 9052-1983を基にjiskan24.bdfが作られる。[5]
- intlfonts-1.1以前からX.V11R5/mit/bdf/miscにあったjiskan24.bdf/jiskan16.bdfをJapanese-Xに含むようになる。[5]
- 1996年（平成8年）8月23日 - jiskan16-1978.bdf 0.97が作られる。[4]
- 今村俊幸および花高信哉がjiskan16-1990とjisksp16-1990を基にjiskan16-2000、jiskan16-2004を作成。[6]
- 2002年（平成14年）
  - 9月17日 - 矢木達也がjiskan24を基にjiskan24-2000-1.bdfを作成。[7]
  - 11月1日 - 矢木達也がjiskan24を基にjiskan24-2000-2.bdfを作成。[7]
- 2003年（平成15年）2月11日 - 矢木達也がjiskan24を基にjiskan24-2003-1.bdfを作成。[7]
- 2015年（平成27年）5月25日 - 自家製フォント工房がTrueType形式の「JFドットjiskan16」「JFドットjiskan24」などを作成。[8]

## 種類
jiskanの基となったフォントが含まれている規格(JIS X 9051/JIS X 9052)は文字セットの新しい規格（JIS X 0213:2000やJIS X 0213:2004）などに追従しておらず、その部分のグリフは独自に作られている。
| 名前                                                                  | 作者              | 含んでいるソフトウェア                  | 基となったフォント                              |
| --------------------------------------------------------------------- | ----------------- | --------------------------------------- | ----------------------------------------------- |
| jiskan16.bdf                                                          | 不明              | intlfonts-1.1                           | JIS X 9051-1984                                 |
| jiskan24.bdf                                                          | 不明              | intlfonts-1.1                           | JIS X 9052-1983                                 |
| jiskan16-1978.bdf                                                     | 安岡孝一          | intlfonts-1.1                           | JIS X 9051-1984                                 |
| jiskan16-1983.bdf                                                     | 安岡孝一          |                                         | JIS X 9051-1984                                 |
| jiskan16-1990.bdf                                                     | 安岡孝一          |                                         | JIS X 9051-1984                                 |
| jiskano16-1997.bdf                                                    | 安岡孝一          |                                         | JIS X 9051-1984                                 |
| jisksp16-1990.bdf                                                     | 安岡孝一          |                                         | JIS X 9051                                      |
| jisksp40.bdf                                                          | 安岡孝一          |                                         | Adobe-NewCenturySchoolbook/Adobe-Symbol/CBS-CNS |
| jiskan16-2000 (jiskan16-2000-1.bdf, jiskan16-2000-2.bdf)              | 今村俊幸/花高信哉 |                                         | jiskan16-1990/jisksp16-1990                     |
| jiskan16-2004 (jiskan16-2000-1.bdf)                                   | 今村俊幸/花高信哉 |                                         | jiskan16-1990/jisksp16-1990                     |
| jiskan24-2000-1.bdf                                                   | 矢木達也          |                                         | jiskan24                                        |
| jiskan24-2000-2.bdf                                                   | 矢木達也          |                                         | jiskan24                                        |
| jiskan24-2003-1.bdf                                                   | 矢木達也          |                                         | jiskan24                                        |
| jis24-04.ttf                                                          | 泊何水 (Yu=Izumi) |                                         | jiskan24-2003-1.bdf                             |
| jiskan16-2000/2004 for FONTX2 (j16-2000.fnt, j16-2004.fnt)            | 泊何水 (Yu=Izumi) |                                         | jiskan16-2000, jiskan16-2004                    |
| jiskan24-2000/2003 for FONTX2 (j24-2k.fnt, j24-2003.fn, j24-2003.fnt) | 泊何水 (Yu=Izumi) |                                         | jiskan24-2000, jiskan24-2003                    |
| jiskan.gbr                                                            | 小山忠義          | (KEdit/JMemoと共に別として配布していた) | 不明                                            |

なお、東雲フォントの記号部分にも使われており、東雲フォントを変換したモナーフォントや東雲フォントをビットマップ部分に含んでいるさざなみフォントなどにも間接的に含まれている。

## 著作権
著作権法では、「国若しくは地方公共団体の機関、独立行政法人（独立行政法人通則法（平成11年法律第103号）第2条第1項に規定する独立行政法人をいう。以下同じ。）又は地方独立行政法人（地方独立行政法人法（平成15年法律第118号）第2条第1項に規定する地方独立行政法人をいう。以下同じ。）が発する告示、訓令、通達その他これらに類するもの」には、著作権が無いとされているが、JIS側は国に著作権がある場合のみこれに当てはまると考えている。そのため、JIS側の主張ではJIS X 9051/JIS X 9052の原案作成団体である社団法人電子情報技術産業協会が著作権を持っていることになるはずであるが、どちらにせよ日本国において顕著な特徴を持たないタイプフェース自体の著作権は認められていないため、問題ないと考えられている。